# 율리야 페레실트
율리야 세르게예브나 페레실트(러시아어: Ю́лия Серге́евна Переси́льд, 1984년 9월 5일 ~ )는 러시아의 배우이다.

## 출연 작품
- 1941: 세바스토폴 상륙작전 - 류드밀라 파블리첸코 역
- 더 챌린지 - 의사 역